# Кубок Боснії і Герцеговини з футболу 2023—2024
Кубок Боснії і Герцеговини з футболу 2023–2024 — 30-й розіграш кубкового футбольного турніру в Боснії і Герцеговини. Титул захистив Зриньські.

## Календар
| Раунд       | Дата                           | Матчі | Клуби   |
| ----------- | ------------------------------ | ----- | ------- |
| 1/16 фіналу | 26 вересня – 29 листопада 2023 | 16    | 32 → 16 |
| 1/8 фіналу  | 9–11 лютого 2024               | 8     | 16 → 8  |
| 1/4 фіналу  | 28 лютого – 14 березня 2024    | 8     | 8 → 4   |
| 1/2 фіналу  | 3–17 квітня 2024               | 4     | 4 → 2   |
| Фінал       | 15 травня 2024                 | 1     | 2 → 1   |

## 1/16 фіналу
| Команда 1                   | Рахунок      | Команда 2            |
| --------------------------- | ------------ | -------------------- |
| 26 вересня 2023             |              |                      |
| Славія (Сараєво) (2)        | 2:1          | Леотар (2)           |
| 27 вересня 2023             |              |                      |
| Босна Високо (3)            | 0:6          | Вележ                |
| Братство Босанска Крупа (3) | 1:3          | Звієзда 09           |
| Бротньо (3)                 | 0:5          | ГОШК                 |
| ТОШК Тешань (2)             | 0:1          | Іґман (Коніц)        |
| Слога Ускопле (3)           | 1:4          | Сараєво              |
| Радник (Бієліна) (2)        | 0:2          | Слога Мерідіан       |
| Томислав (2)                | 1:1 пен. 2:3 | Посуш'є              |
| Лакташі (2)                 | 1:1 пен. 8:7 | Горажде (2)          |
| Ступчаніца (Олово) (2)      | 2:1          | Рудар (Прієдор) (2)  |
| Козара (2)                  | 1:2          | Єдинство (Біхач) (2) |
| 28 вересня 2023             |              |                      |
| Слобода (Тузла) (2)         | 1:0          | Желєзнічар           |
| 18 жовтня 2023              |              |                      |
| Текстілац (Дервента) (3)    | 0:1          | Тузла Сіті           |
| 2 листопада 2023            |              |                      |
| Челік (2)                   | 0:6          | Зриньські            |
| 29 листопада 2023           |              |                      |
| Сутьєска (Фоча) (2)         | 1:1 пен. 3:4 | Широкі Брієг         |
| Радник (Хаджичі) (2)        | 0:1          | Борац (Баня-Лука)    |

## 1/8 фіналу
| Команда 1              | Рахунок      | Команда 2            |
| ---------------------- | ------------ | -------------------- |
| 9 лютого 2024          |              |                      |
| Вележ                  | 3:2          | Тузла Сіті           |
| 10 лютого 2024         |              |                      |
| Єдинство (Біхач) (2)   | 0:0 пен. 4:2 | ГОШК                 |
| Зриньські              | 3:0          | Славія (Сараєво) (2) |
| Посуш'є                | 2:0          | Лакташі (2)          |
| 11 лютого 2024         |              |                      |
| Ступчаніца (Олово) (2) | 2:2 пен. 2:4 | Широкі Брієг         |
| Слога Мерідіан         | 1:0          | Іґман (Коніц)        |
| Борац (Баня-Лука)      | 2:0          | Звієзда 09           |
| Слобода (Тузла) (2)    | 1:1 пен. 2:4 | Сараєво              |

## 1/4 фіналу
| Команда 1                   | Заг. | Команда 2      | 1-й матч | 2-й матч |
| --------------------------- | ---- | -------------- | -------- | -------- |
| 28 лютого – 14 березня 2024 |      |                |          |          |
| Посуш'є                     | 3:4  | Слога Мерідіан | 3:2      | 0:2      |
| Єдинство (Біхач) (2)        | 0:3  | Зриньські      | 0:1      | 0:2      |
| Широкі Брієг                | 5:3  | Вележ          | 2:1      | 3:2      |
| Борац (Баня-Лука)           | 2:1  | Сараєво        | 0:0      | 2:1      |

## 1/2 фіналу
| Команда 1                     | Заг. | Команда 2         | 1-й матч | 2-й матч |
| ----------------------------- | ---- | ----------------- | -------- | -------- |
| 3 квітня – 16, 17 квітня 2024 |      |                   |          |          |
| Слога Мерідіан                | 0:3  | Зриньські         | 0:0      | 0:3      |
| Широкі Брієг                  | 2:5  | Борац (Баня-Лука) | 1:3      | 1:2      |

## Фінал
| Команда 1          | Заг. | Команда 2         | 1-й матч | 2-й матч |
| ------------------ | ---- | ----------------- | -------- | -------- |
| 8 – 23 травня 2024 |      |                   |          |          |
| Зриньські          | 2:0  | Борац (Баня-Лука) | 1:0      | 1:0      |